# László Bodnár
László Bodnár (Mátészalka, 25 febbraio 1979) è un ex calciatore ungherese, di ruolo difensore.

## Palmarès

### Club

#### Competizioni nazionali
- Campionato ucraino: 2

Dinamo Kiev: 2000-2001, 2002-2003
- Campionato austriaco: 2

RB Salisburgo: 2006-2007, 2008-2009